# Valin
Valin (viết tắt là Val hoặc V) là một α-amino acid với công thức hóa học HOOCCH(NH2)CH(CH3)2. L-Valin là một trong 20 amino acid sinh protein. Các codon của nó là GUU, GUC, GUA, và GUG. Nó là một amino acid thiết yếu không phân cực. Nguồn thức ăn chứa valin gồm pho mát, cá, thịt gia cầm, đậu phộng, đậu lăng... Giống như leucin và isoleucin, valin là một amino acid mạch nhánh. Nó được đặt theo tên của cây nữ lang (Valerian). Trong bệnh hồng cầu hình liềm, valin thay thế cho amino acid ưa nước là axit glutamic trong phân tử hemoglobin. Do valin có tính kị nước, hemoglobin trở nên bất thường và dễ kết dính với nhau

## Sinh tổng hợp
Valin là một amino acid thiết yếu, do đó phải được lấy từ thức ăn, chủ yếu là protein. Trong các loài thực vật, nó được tổng hợp từ axit pyruvic qua nhiều giai đoạn. Một phần đầu của quá trình chuyển hóa cũng tạo ra leucin. Chất trung gian α-cetoisovalerat tham gia phản ứng khử amin với glutamat. Các enzym tham gia quá trình sinh tổng hợp này gồm:
1. Acetolactat synthase (còn được gọi là acetohydroxy acid synthase)
2. Acetohydroxy acid isomeroreductase
3. Dihydroxyacid dehydratase
4. Valin aminotransferase

## Điều chế
Hỗn hợp racemic của valin có thể được điều chế bằng phản ứng brom hóa axit isovaleric, tiếp theo đó bằng phản ứng amin hóa dẫn xuất α-bromo mới thu được
HO2CCH2CH(CH3)2  +  Br2   →    HO2CCHBrCH(CH3)2  +  HBr
HO2CCHBrCH(CH3)2  +  2 NH3   →    HO2CCH(NH2)CH(CH3)2  +  NH4Br